# Mispila curvilinea
Mispila curvilinea är en skalbaggsart som beskrevs av Francis Polkinghorne Pascoe 1869. Mispila curvilinea ingår i släktet Mispila och familjen långhorningar. Inga underarter finns listade i Catalogue of Life.